# Mirollia yunnani
Mirollia yunnani är en insektsart som beskrevs av Andrej Vasiljevitj Gorochov och Kang 2004. Mirollia yunnani ingår i släktet Mirollia och familjen vårtbitare. Inga underarter finns listade i Catalogue of Life.